# 朴子日新醫院
朴子日新醫院，位於嘉義縣朴子市市區，具有台灣第一幢庭院式別墅型日式醫院，且建造者涂爐醫師是朴子地區第一代西醫師先驅，目前被指定為嘉義縣文化資產。

## 歷史
涂爐醫師（1893年-1973年），台南州東石郡朴子街（今嘉義縣朴子市）人，朴子公學校畢業後，經當時朴子公學校小泉校長推薦到日本留學，進入岡山醫學專門學校就讀，在完成日本學業後回到家鄉朴子。
返鄉初期在開元路廟口西側開設凃爐診所，隨著患者增加，診所無法容納，遂於自家設計興建日新醫院，並於1941年（昭和十五年）建造完工。醫館本體是兩層樓的洋樓式建築，一樓是西式診所，二樓是日式的居家空間，並結合台灣傳統三開間的空間格局，形成和洋台三種建築文化的特殊形式，成為最具指標性的醫療建築之一。落成後的日新醫院，是台灣第一幢庭院式別墅型西式醫院。

## 重大事件

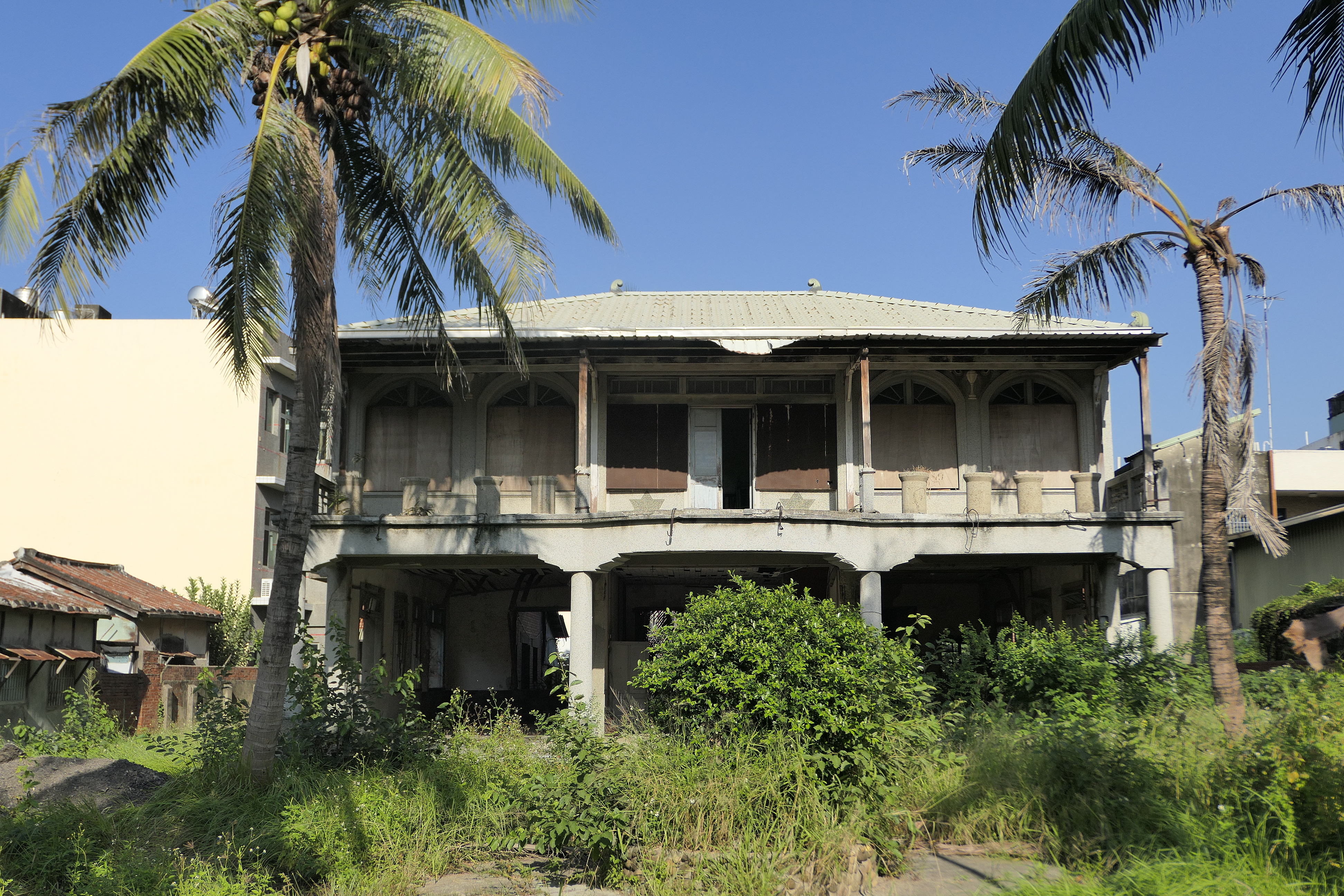
2022年時的日新醫院。

2013年11月25日，有民眾發現，日新醫院所有權人與建商完成產權交易並申請鑑界完成，交易內容為拆除後始完成交易，11月26日立即向嘉義縣政府文化觀光局提報文化資產並進行文資審議，11月27日由嘉義縣府邀請委員進行日新醫院的文資身分審議，11月29日由嘉義縣長陳明文將日新醫院核定列為「暫定古蹟」，擁有六個月的文資身分。
2013年12月8日，已賣掉產權的涂家又派人開始拆除日新醫院，此時地方團體開始展開一連串的保存行動，而原先打算買下日新的建商，也因為保存運動及縣府將日新醫院列為暫定古蹟，決定撤出，不再購買日新醫院。
2014年3月，文史人士規劃募集民間資金，以買下日新醫院做為「醫療文物館」。5月2日，地方團體成立「社團法人朴子日新醫院保存協會」並發起「愛日新，我認股」全民募款設立「朴子醫療文物館」活動，希望集合眾力集資將日新醫院買下，成立朴子醫療文化館。
2014年6月15日，日新醫院保存協會辦理園遊會暨義賣會，單日募得一百多萬，連同之前各界響應募款的兩百萬元，已達目標一成。12月11日嘉義縣政府經過文資審議，正式將日新醫院列為古蹟，不過所有權人涂家對於日新醫院被指定為古蹟，仍有意見，希望地方團體盡快完成產權交易。
2015年4月，身兼朴子配天宮董事長的朴子市長王如經表示，朴子配天宮將出資買下日新醫院，未來將作為醫療文化館與配天宮文物館使用，日新醫院的保存運動也在此告一段落。

## 後續發展
在日新醫院保存事件告一段落後，2016年11月25日朴子日新醫院保存協會也更名為朴子日新文化協會，並經營朴子和小屋故事館。參與活動的部分青年，在運動結束後，也在朴子中正路成立「沐書坊」，延續文化保存的風潮與力量。日新醫院保存運動也促使了朴子另一間老醫館「清木外科」自力修復，修復後作為「清木屋」咖啡廳對外營業。